# Sóc Andes
Sóc Andes, tên khoa học Sciurus pucheranii, là một loài động vật có vú trong họ Sóc, bộ Gặm nhấm. Loài này được Fitzinger mô tả năm 1867. Chúng là loài đặc hữu của Colombia.